# زبان گاو (غذا)

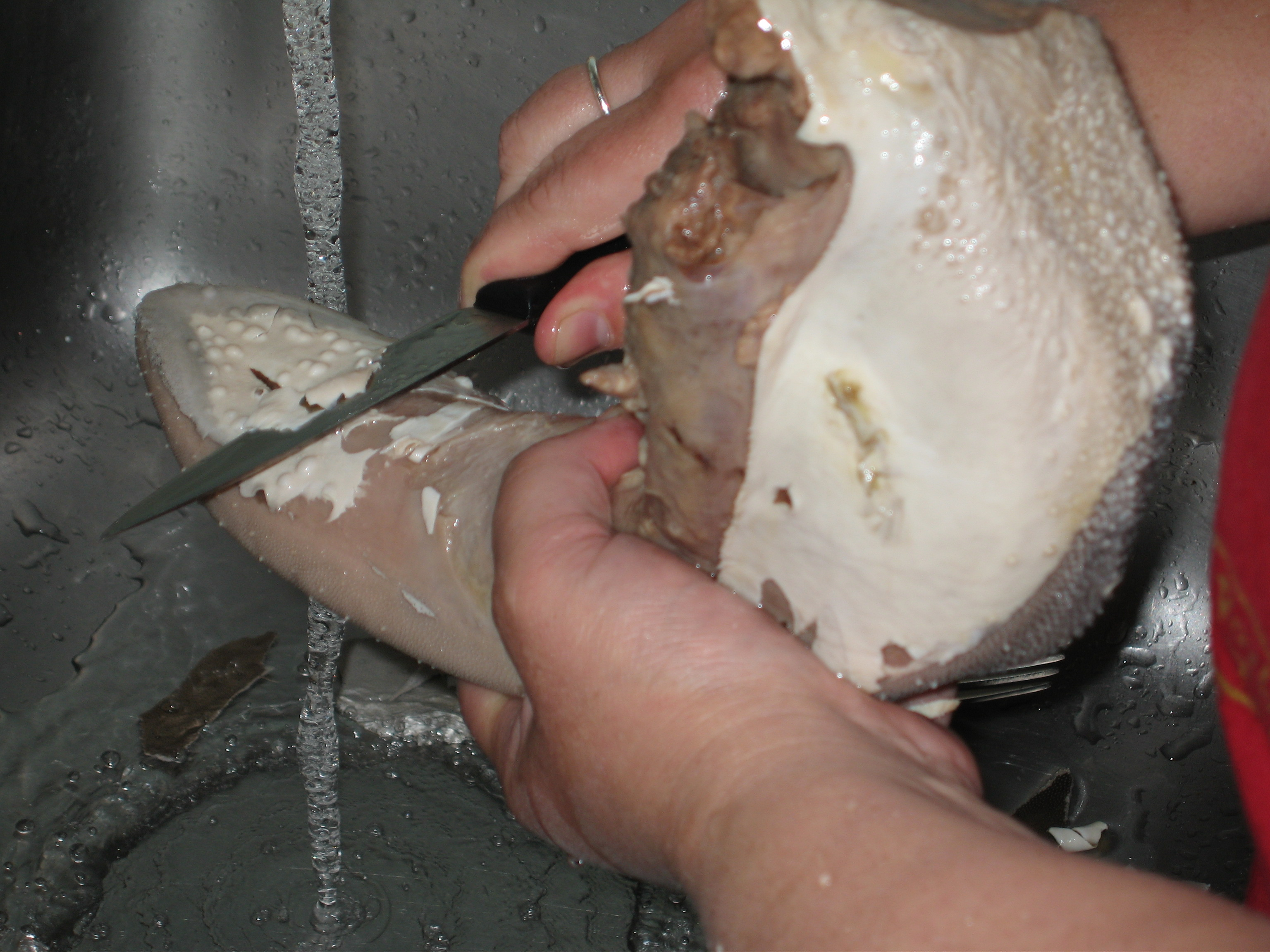
در حال جدا کردن پوست زبان گاو بعد از آب‌پز کردن.

زبان گاو (انگلیسی: Beef tongue) برشی از گوشت گاو است که از زبان گاو تهیه می‌شود. آن را می‌توان به صورت آب‌پز، خواباندن در آب نمک (pickled)، برشته شده یا تفت‌آب‌پزی در سس مصرف کرد. در فرانسه و بلژیک، آن را با سس مادیرا ارائه کرده و مصرف می‌کنند، درحالی‌که در آشپزی یهودی اشکنازی و آشپزی اروپای شرقی ترجیح می‌دهند آن را با چراین صرف کنند.
زبان گاو حاوی چربی بسیار زیادی است. برخی کشورها همانند کانادا و به ویژه استان آلبرتا، مقدار زیادی زبان گاو به دیگر کشورها صادر می‌کنند.